# Piccaninnie Ponds Conservation Park
Piccaninnie Ponds Conservation Park är en park i Australien. Den ligger i delstaten South Australia, omkring 400 kilometer sydost om delstatshuvudstaden Adelaide. Arean är 8,6 kvadratkilometer.
Trakten är glest befolkad. Närmaste större samhälle är Nelson, nära Piccaninnie Ponds Conservation Park.